# Bassett (Virginia)
Bassett  es un lugar designado por el censo en el  condado de Henry, Virginia  (Estados Unidos). Según el censo de 2010 tenía una población de 1.100 habitantes.

## Demografía
Según el censo del 2000, Bassett tenía 1.338 habitantes, 530 viviendas, y 338 familias. La densidad de población era de 146,3 habitantes por km².
De las 530 viviendas en un 22,6%  vivían niños de menos de 18 años, en un 43,4%  vivían parejas casadas, en un 13,8% mujeres solteras, y en un 36,2% no eran unidades familiares. En el 32,8% de las viviendas  vivían personas solas el 18,7% de las cuales correspondía a personas de 65 años o más que vivían solas. El número medio de personas viviendo en cada vivienda era de 2,33 y el número medio de personas que vivían en cada familia era de 2,93.
Por edades la población se repartía de la siguiente manera: un 18,2% tenía menos de 18 años, un 6,9% entre 18 y 24, un 24,1% entre 25 y 44, un 25% de 45 a 60 y un 25,8% 65 años o más.
La edad media era de 46 años.  Por cada 100 mujeres de 18 o más años  había 88,6 hombres.
La renta media por vivienda era de 28.359$ y la renta media por familia de 34.940$. Los hombres tenían una renta media de 23.125$ mientras que las mujeres 17.868$. La renta per cápita de la población era de 17.651$. En torno al 13,3% de las familias y el 17,8% de la población estaban por debajo del umbral de pobreza.

## Localidades adyacentes
El siguiente diagrama muestra a las localidades más próximas a Bassett.